# Сененски, Ральф
Ральф Эбботт Сененски (англ. Ralph Abbott Senensky; род. 1 мая 1923, Мейсон-Сити, Айова, США) — американский режиссёр. Учился в театре Пасадены и работал режиссёром в театре, прежде чем стать режиссёром на телевидении и в кино.
Сененски снял несколько эпизодов для десятков телесериалов с 1961 по 1988 год, включая «Беглеца», оригинальный сериал «Звёздного пути», «Семью Партриджей» и «Уолтонов».

## Карьера

### «Звёздный путь»
Первоначально Сененски должен был стать режиссёром эпизода «Дьявол в темноте», но во время подготовки к съёмкам этот эпизод поменялся местами с другим эпизодом «Звёздного пути» «Эта сторона рая», который должен был снимать Джозеф Певни, Сененски и Певни также поменялись местами. Это произошло из-за предположения продюсера Джина Л. Куна, что «Дьявол» будет трудным заданием для начинающего режиссёра «Звёздного пути»: Сененски.
Производственный персонал остался очень доволен его работой над этим эпизодом, и Сененски наняли для режиссуры других эпизодов второго и третьего сезонов. Во втором сезоне он был нанят в качестве третьего «сменяющегося режиссёра», заменяя его, когда Джозеф Певни и Марк Дэниелс были недоступны.
Однако продюсер Фред Фрейбергер уволил Сененски в середине съёмок эпизода «Паутина толиан», потому что он вышел за рамки графика, и хотя почти все отснятый им материал остался в эпизоде, он не был указан в титрах. Некоторый материал, снятый Сененски для «Этой стороны рая», также появился в эпизоде шестого сезона «Следующего поколения»: «Реликты».
В 2016 году, Сененски дал интервью для специального документального фильма «Star Trek: Inside the Roddenberry Vault» (все три части), для серии документальных фильмов из трёх частей на Blu-ray Disc, под названием «Star Trek: The Original Series — The Roddenberry Vault», где подробно рассказывалось об его участии в эпизодах «Эта сторона рая», «Метаморфоза» и «Возвращение в завтра», трёх из двенадцати эпизодов, широко представленных в «The Roddenberry Vault».
Также Сененски поделился множеством подробностей о своём участии в «Оригинальном сериале», в своём собственном специализированном блоге «Ralph's Cinema Trek: A Journey in Film», который он выложил онлайн в 2010 году, и где у него есть содержимое об эпизоде второго сезона «Метаморфоза», названный как его личный фаворит, назвав его сценариста Джина Л. Куна «несравненным».
1 мая 2023 года, Ральфу Сененски исполнилось 100 лет.
После смерти Роберта Батлера 3 ноября 2023 года, Сененски стал последним оставшимся в живых режиссёром, снявшим эпизод «Оригинального сериала».

## Заметки
1. ↑  с англ. — «Звёздный путь: Внутри хранилища Родденберри»
2. ↑  с англ. — «Звездный путь: Оригинальный сериал — Хранилище Родденберри»
3. ↑  с англ. — «Кинопутешествие Ральфа: Путешествие в кино»